# Laurence Olivier Awards 2020
Die 44. Laurence Olivier Awards 2020 wurden am 25. Oktober 2020 im London Palladium von der Society of London Theatre vergeben, um herausragende Theater- und Musicalproduktionen zu würdigen. Ausgezeichnet wurden Produktionen der Theatersaison 2019/2020, die zwischen dem 20. Februar 2019 und dem 18. Februar 2020 in einem Theater Premiere hatten, das durch die Mitgliedschaft der Society of London Theatre vertreten ist, sofern sie mindestens 30 Mal aufgeführt wurden. Die Preisverleihung wurde von Jason Manford moderiert. Ursprünglich sollten die Laurence Olivier Awards am 5. April 2020 vergeben werden, wurden aber am 17. März 2020 aufgrund der COVID-19-Pandemie im Vereinigten Königreich abgesagt.

## Hintergrund
Der Laurence Olivier Award (auch Olivier Award) ist ein seit 1976 jährlich vergebener britischer Theater- und Musicalpreis. Er gilt als höchste Auszeichnung im britischen Theater und ist vergleichbar mit dem Tony Award am amerikanischen Broadway. Verliehen wird die Auszeichnung von der Society of London Theatre. Ausgezeichnet werden herausragende Darsteller und Produktionen einer Theatersaison, die im Londoner West End zu sehen waren. Die Auszeichnungen hießen zunächst Society of West End Theatre Awards und wurden 1985 zu Ehren des renommierten britischen Schauspielers Laurence Olivier in Laurence Olivier Awards umbenannt. Die Nominierten und Gewinner der Laurence Olivier Awards „werden jedes Jahr von einer Gruppe angesehener Theaterfachleute, Theaterkoryphäen und Mitgliedern des Publikums ausgewählt, die wegen ihrer Leidenschaft für das Londoner Theater“ bekannt sind.

## Gewinner und Nominierte
Die Nominierten wurden am 3. März 2020 in 26 Kategorien bekannt gegeben, die Gewinner während der Preisverleihung am 25. Oktober 2020.
| Bestes neues Theaterstück | Bestes neues Musical |
| --- | --- |
| - Leopoldstadt von Tom Stoppard – Wyndham’s Theatre - A Very Expensive Poison von Lucy Prebble (auf Basis des Werkes von Luke Harding) – Old Vic Theatre - The Doctor von Robert Icke (auf Basis des Werkes von Arthur Schnitzler) – Almeida Theatre - The Ocean at the End of the Lane von Joel Horwood (auf Basis des Werkes von Neil Gaiman) – National Theatre Dorfman                                                                      | - Dear Evan Hansen – Noël Coward Theatre - & Juliet – Shaftesbury Theatre - Amélie – Other Palace Theatre - Waitress – Adelphi Theatre |
| Beste Wiederaufnahme Theaterstück | Beste Wiederaufnahme Musical |
| - Cyrano de Bergerac – Playhouse Theatre - Death of a Salesman – Young Vic Theatre und Piccadilly Theatre - Present Laughter – Old Vic Theatre - Rosmersholm – Duke of York’s Theatre | - Fiddler on the Roof – Playhouse Theatre - Evita – Regent’s Park Open Air Theatre - Joseph and the Amazing Technicolor Dreamcoat – London Palladium - Mary Poppins – Prince Edward Theatre |
| Beste neue Comedy | Bestes Entertainment |
| - Emilia von Morgan Lloyd Malcolm – Vaudeville Theatre - Fleabag von Phoebe Waller-Bridge – Wyndham’s Theatre - Magic Goes Wrong von Henry Lewis, Penn Jillette, Jonathan Sayer, Henry Shields und Teller – Vaudeville Theatre - The Upstart Crow von Ben Elton – Gielgud Theatre | - The Worst Witch – Vaudeville Theatre - Mr Gum and the Dancing Bear – National Theatre Dorfman - Oi Frog and Friends – Lyric Theatre - To the Moon and Back – Barbican Theatre |
| Bester Darsteller Theaterstück | Beste Darstellerin Theaterstück |
| - Andrew Scott als Garry Essendine in Present Laughter – Old Vic Theatre - Toby Jones als Vanya Petrovich Voynitsky in Uncle Vanya – Harold Pinter Theatre - James McAvoy als Cyrano de Bergerac in Cyrano de Bergerac – Playhouse Theatre - Wendell Pierce als Willy Loman in Death of a Salesman – Young Vic Theatre und Piccadilly Theatre                                                                                                   | - Sharon D. Clarke als Linda Loman in Death of a Salesman – Young Vic Theatre und Piccadilly Theatre - Hayley Atwell als Rebecca West in Rosmersholm – Duke of York’s Theatre - Juliet Stevenson als Ruth Wolff in The Doctor – Almeida Theatre - Phoebe Waller-Bridge als Fleabag in Fleabag – Wyndham’s Theatre                 |
| Bester Darsteller Musical | Beste Darstellerin Musical |
| - Sam Tutty als Evan Hansen in Dear Evan Hansen – Noël Coward Theatre - Andy Nyman als Tevye in Fiddler on the Roof – Playhouse Theatre - Charlie Stemp als Bert in Mary Poppins – Prince Edward Theatre - Jac Yarrow als Joseph in Joseph and the Amazing Technicolor Dreamcoat – London Palladium | - Miriam-Teak Lee als Juliet Capulet in & Juliet – Shaftesbury Theatre - Audrey Brisson als Amélie in Amélie – Other Palace Theatre - Judy Kuhn als Golde in Fiddler on the Roof – Playhouse Theatre - Zizi Strallen als Mary Poppins in Mary Poppins – Prince Edward Theatre                                                     |
| Bester Nebendarsteller Theaterstück | Beste Nebendarstellerin Theaterstück |
| - Adrian Scarborough als Hermann Merz in Leopoldstadt – Wyndham’s Theatre - Arinzé Kene als Biff Loman in Death of a Salesman – Young Vic Theatre und Piccadilly Theatre - Colin Morgan als Chris Keller in All My Sons – Old Vic Theatre - Reece Shearsmith als The President und Jon in A Very Expensive Poison – Old Vic Theatre | - Indira Varma als Liz Essendine in Present Laughter – Old Vic Theatre - Michele Austin als Leila Ragueneau in Cyrano de Bergerac – Playhouse Theatre - Sophie Thompson als Monica Reed in Present Laughter – Old Vic Theatre - Josie Walker als Old Mrs Hempstock in The Ocean at the End of the Lane – National Theatre Dorfman |
| Bester Nebendarsteller Musical | Beste Nebendarstellerin Musical |
| - David Bedella als Lance in & Juliet – Shaftesbury Theatre - Stewart Clarke als Perchik in Fiddler on the Roof – Playhouse Theatre - Jack Loxton als Jared Kleinman in Dear Evan Hansen – Noël Coward Theatre - Rupert Young als Larry Murphy in Dear Evan Hansen – Noël Coward Theatre | - Cassidy Janson als Anne Hathaway in & Juliet – Shaftesbury Theatre - Lucy Anderson als Zoe Murphy in Dear Evan Hansen – Noël Coward Theatre - Petula Clark als Bird Woman in Mary Poppins – Prince Edward Theatre - Lauren Ward als Cynthia Murphy in Dear Evan Hansen – Noël Coward Theatre                                    |
| Bester Regisseur / Beste Regisseurin | Bester Choreograph / Beste Choreographin |
| - Miranda Cromwell und Marianne Elliott für Death of a Salesman – Young Vic Theatre und Piccadilly Theatre - Jamie Lloyd für Cyrano de Bergerac – Playhouse Theatre - Trevor Nunn für Fiddler on the Roof – Playhouse Theatre - Ian Rickson für Uncle Vanya – Harold Pinter Theatre | - Matthew Bourne und Stephen Mear für Mary Poppins – Prince Edward Theatre - Fabian Aloise für Evita – Regent’s Park Open Air Theatre - Matt Cole (auf Basis der Originalchoreographie von Jerome Robbins) für Fiddler on the Roof – Playhouse Theatre - Jennifer Weber für & Juliet – Shaftesbury Theatre                        |
| Bester Bühnenbildner / Beste Bühnenbildnerin | Bester Kostümdesigner / Beste Kostümdesignerin |
| - Bob Crowley für Mary Poppins – Prince Edward Theatre - Soutra Gilmour für & Juliet – Shaftesbury Theatre - Rae Smith für Rosmersholm – Duke of York’s Theatre - Rae Smith für Uncle Vanya – Harold Pinter Theatre | - Joanna Scotcher für Emilia – Vaudeville Theatre - Hugh Durrant für Goldilocks and the Three Bears – London Palladium - Jonathan Lipman für Fiddler on the Roof – Playhouse Theatre - Paloma Young für & Juliet – Shaftesbury Theatre                                                                                            |
| Bester Lichtdesigner / Beste Lichtdesignerin | Bester Sounddesigner / Beste Sounddesignerin |
| - Paule Constable für The Ocean at the End of the Lane – National Theatre Dorfman - Neil Austin für Rosmersholm – Duke of York’s Theatre - Howard Hudson für & Juliet – Shaftesbury Theatre - Bruno Poet für Uncle Vanya – Harold Pinter Theatre | - Emma Laxton für Emilia – Vaudeville Theatre - Gregory Clarke für Rosmersholm – Duke of York’s Theatre - Ben Ringham und Max Ringham für Anna – National Theatre Dorfman - Ben Ringham und Max Ringham für Cyrano de Bergerac – Playhouse Theatre                                                                                |
| Beste Originalmusik oder neue Orchestrierung | |
| - Alex Lacamoire für die Orchestrierung sowie Benj Pasek und Justin Paul für Musik und Liedtexte von Dear Evan Hansen – Noël Coward Theatre - Sara Bareilles für Musik und Liedtexte – Adelphi Theatre - Jason Carr für Orchestrierung Fiddler on the Roof – Playhouse Theatre - Dominic Fallacaro und Bill Sherman für Orchestrierung & Juliet – Shaftesbury Theatre - Barnaby Race für musikalische Gestaltung von Arrangement – Other Palace | |
| Beste neue Ballettproduktion | Herausragende Leistungen Ballett |
| - Ingoma von Mthuthuzeli November, Ballet Black – Linbury Theatre, Royal Opera House - La Fiesta von Israel Galván – Sadler’s Wells Theatre - Mám von Michael Keegan-Dolan, Teaċ Daṁsa – Sadler’s Wells Theatre - Vessel von Damien Jalet und Kohei Nawa – Sadler’s Wells Theatre | - Sara Baras für Choreographie und Leistung in Ballet Flamenco Sombras – Sadler’s Wells Theatre - Anne Teresa De Keersmaeker für ihre Leistung in Mitten wir im Leben sind/Bach6Cellosuiten – Sadler’s Wells Theatre - Gisèle Vienne für die Choreographie von Crowd, Dance Umbrella – Sadler’s Wells Theatre                     |
| Beste neue Opernproduktion | Herausragende Leistungen Oper |
| - Billy Budd – Royal Opera House - Berenice – Linbury Theatre, Royal Opera House - Hänsel and Gretel – Regent’s Park Open Air Theatre - Noye’s Fludde – Theatre Royal Stratford East | - Das Kinderensemble für seine Leistung in Noye’s Fludde – Theatre Royal Stratford East - Martyn Brabbins und James Henshaw als Dirigenten von The Mask of Orpheus, English National Opera – London Coliseum - Die Jette Parker Young Artists für ihre Leistung in Berenice, Death in Venice und Phaedra – Royal Opera House      |
| Herausragende Theaterleistungen | |
| - Baby Reindeer – Bush Theatre - Blues in the Night – Kiln Theatre - Our Lady of Kibeho – Theatre Royal Stratford East - Seven Methods of Killing Kylie Jenner – Jerwood Upstairs, Royal Court - Warheads – Park Theatre | |

## Sonderpreise
| Kategorie                         | Preisträger                | Besondere Beachtung                                                         |
| --------------------------------- | -------------------------- | --------------------------------------------------------------------------- |
| Sonderpreis der Society of London | - Don Black - Ian McKellen | - Jo Hawes - Thelma Holt - Stephen Jameson and Sarah Preece - Peter Roberts |

## Statistik

### Mehrfache Nominierungen
- 9 Nominierungen: & Juliet
- 8 Nominierungen: Fiddler on the Roof
- 7 Nominierungen: Dear Evan Hansen
- 6 Nominierungen: Mary Poppins
- 5 Nominierungen: Cyrano de Bergerac, Death of a Salesman, Rosmersholm
- 4 Nominierungen: Present Laughter, Uncle Vanya
- 3 Nominierungen: Amélie, Emilia
- 2 Nominierungen: A Very Expensive Poison, Berenice, The Doctor, Evita, Fleabag, Joseph and the Amazing Technicolor Dreamcoat, Leopoldstadt, Noye’s Fludde, The Ocean at the End of the Lane, Waitress

### Mehrfache Gewinne
- 3 Gewinne: & Juliet, Dear Evan Hansen, Emilia
- 2 Gewinne: Death of a Salesman, Leopoldstadt, Mary Poppins, Present Laughter